# Freaky Friday (pel·lícula de 1976)
 Freaky Friday és una comèdia familiar de la  Disney, amb Barbara Harris i Jodie Foster, totes dues nominades als Globus d'Or 1977 per la seva interpretació.
La pel·lícula, basada en una novel·la infantil de Mary Rodgers, va tenir un remake el 1995 (Freaky Friday, protagonitzat per Shelley Long i Gaby Hoffmann), i un altre el 2003, Freaky Friday, protagonitzat per Jamie Lee Curtis i Lindsay Lohan.

## Argument
La jove Annabelle pensa que la seva mare té una fàcil i perfecta vida perquè és adulta i pot fer el que vol, mentre que ella afronta multitud de problemes típics de l'adolescència. La mare, Ellen, pensa el mateix. Així, en el matí del divendres 13, Ellen i Annabelle tenen una discussió i ambdues desitgen portar la vida de l'altra. Per una estranya força màgica, els seus desitjos es veuen complits: es desperten amb els cossos intercanviats.

## Repartiment
- Barbara Harris: Ellen Andrews
- Jodie Foster: Annabel Andrews
- John Astin: Bill Andrews
- Patsy Kelly: Mrs. Schmauss
- Dick Van Patten: Harold Jennings
- Vicki Schreck: Virginia
- Sorrell Booke: Mr. Dilk

## Nominacions
1977
- Globus d'Or a la millor actriu musical o còmica per Jodie Foster
- Globus d'Or a la millor actriu musical o còmica per Barbara Harris
- Globus d'Or a la millor cançó original per Joel Hirschhorn i Al Kasha per la cançó I'd Like to Be You for a Day.